# Cass Gilbert

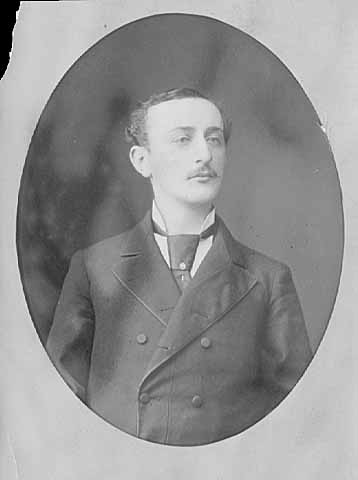
Cass Gilbert (1880)

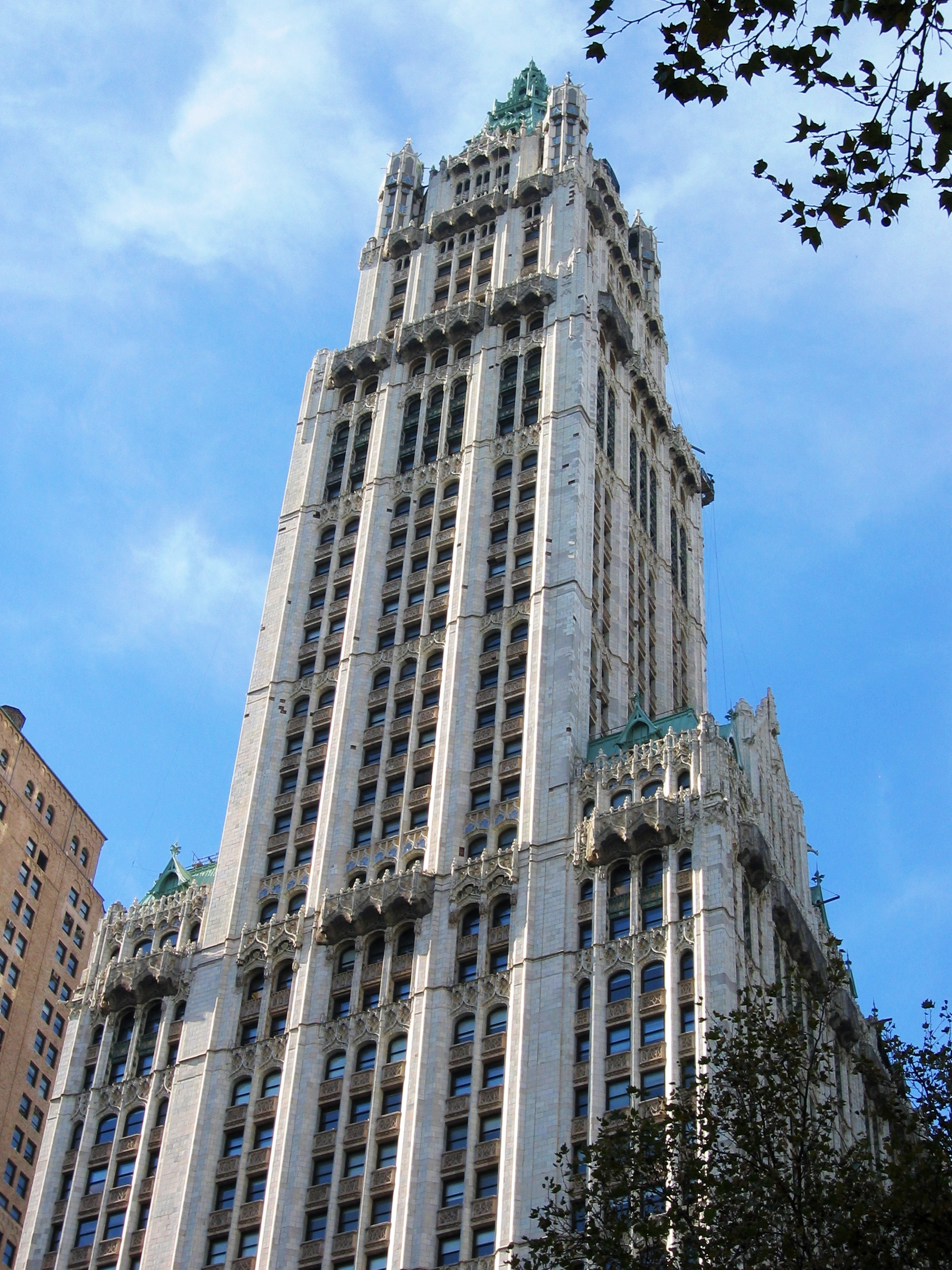
Das Woolworth Building in New York

Cass Gilbert (* 24. November 1859 in Zanesville, Ohio; † 17. Mai 1934 in Brockenhurst, England) war ein US-amerikanischer Architekt.
Er studierte am MIT und arbeitete zuerst für die Architekturfirma McKim, Mead, and White. Nach etlichen Jahren selbständiger Praxis in Minnesota gelang es ihm, sich in New York zu etablieren. Sein Woolworth Building (1910–13) war über 15 Jahre lang das höchste Gebäude der Welt und gilt als prägend für den New Yorker Hochhausstil der 1920er Jahre. Ein weiteres realisiertes Hochhausprojekt Gilberts ist das New York Life Building (1926–1928). Zwischen 1926 und 1933 hatte Gilbert die Präsidentschaft der National Academy of Design inne. Von Gilbert stammen auch die Pläne für das 1932–1935 errichtete klassizistische United States Supreme Court Building in Washington, D.C. Auch das Brooklyn Army Terminal wurde von ihm geplant.
1906 wurde er in die American Academy of Arts and Letters aufgenommen. In seinem Todesjahr 1934 wurde er zum Mitglied der American Philosophical Society gewählt.